# Motorkylning

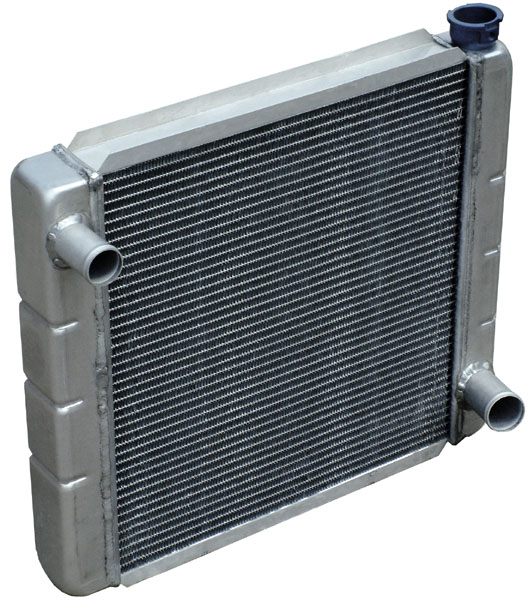
Kylare till en bilmotor.

Motorkylning av förbränningsmotorer kan ske enligt flera olika principer. Uppdelningen av de förekommande kylningsmetoderna bygger i huvudsak dels på vilket kylmedium som används i själva motorn, och dels på vilket sätt som värmen transporteras bort från motorn och fordonet. Kylningen är i grunden nödvändig på grund av den begränsade verkningsgraden hos motorer, vilket innebär att inte all värmeenergi som produceras omvandlas till mekanisk energi. Överskottsvärmen måste på något sätt ledas bort från motorn.

## Kylmedier
Kylmediet är vanligen endera luft eller en vätska, som vanligen består huvudsakligen av vatten med tillsats av frostskyddsmedel (ofta glykol) och rostskyddsmedel. Moderna bilmotorer är nästan uteslutande vätskekylda, medan äldre bilar som till exempel Citroën GSA och Volkswagen Typ 1 är luftkylda. De sista personbilarna som var luftkylda var gjorda av Porsche och Tatra i slutet av 1990-talet.

### Luftkylning

Luftkylning av motorn i en Volkswagen Typ 1. Blått betecknar kall luft och rött betecknar varm luft.

Mindre förbränningsmotorer i mopeder, gräsklippare m m kyls vanligen bara med hjälp av kylflänsar. För en bilmotor krävs det att luften forceras förbi kylflänsarna med hjälp av en fläkt. Luften är ett sämre kylmedium än vatten, men å andra sidan finns det möjlighet att tillföra stora mängder luft utifrån och blåsa ut den varma luften. Problemet i kalla klimat är att återvinna värme för att värma upp kupén, men det finns tekniska lösningar som att låta ventilationsluften passera en värmekammare som sitter runt avgasrören. Många bilar med luftkyld motor har också en bensindriven tillskottsvärmare. I kallt väder tar det också längre tid för en luftkyld motor att bli varm, eftersom man inte har någon termostat som stänger av kylning. Däremot kan kylfläkten regleras av en sådan. Ofta finns en oljekylare som kan hjälpa till att kyla motorn.
Anledningen till att välja luftkylning för en bilmotor var oftast att den är billigare att tillverka. Vikten blir också något lägre, och man har ingen kylvätska som kan koka eller frysa. Nackdelarna är ökad bränsleförbrukning p.g.a. ojämnare temperatur i motorn och vid behov av tillskottsvärme, samt sämre värme i bilen vintertid. Avgasreningen är också vanligen svårare att få till. Eftersom moderna vätskekylda motorer ofta har högre effekt i förhållande till sin storlek har luftkylda motorer försvunnit ur bilarna mer och mer.

### Vätskekylning

Principbild av vätskekylning.

Vätskan kan i vissa fall självcirkulera i motorns kylsystem tack vare konvektion. Vanligare är dock att man har en pump som ser till att cirkulation i systemet uppstår och ökar effektiviteten i konvektionen och i värmeöverföringen. Den vätska som används kan vara rent vatten, men av praktiska skäl används en 50/50-blandning av vatten och glykol med tillsatser för att förhindra korrosion.
Ytterst använder alla förbränningsmotorer i markfordon omgivningens luft som sekundärt kylmedium, medan båtmotorer även kan använda sjö- eller havsvattnet. Det som principiellt skiljer luft- och vätskekylda fordonsmotorer åt, är om ett separat primärt kylmedium används eller ej. I vätskekylda fordonsmotorer förekommer vanligen en kylare där värmen överförs från det primära kylmediet vätska till det sekundära kylmediet luft.

### Oljekylare
Som komplement till den vanliga kylningen finns ofta en oljekylare, som leder värmen antingen ut i den omgivande luften eller växlar den mot kylvätskan. Oljan håller på det sättet en behagligare temperatur även vid hård belastning. Bilar med automatlåda har ofta oljekylare för automatlådan.

## Principer för värmetransport
Värmetransporten bort från motorn och fordonet sker genom någon form av konvektion, som innebär att värmen på ett effektivt sätt transporteras till omgivningens luft. Fartvindskylning innebär att fordonets egen rörelse används för att åstadkomma en konvektion. Vid fläktkylning används en fläkt för att påtvinga konvektion.